# Tuapse
Tuapse (russisch Туапсе́; adygeisch ТӀуапсы) ist eine russische Kreisstadt mit 63.292 Einwohnern (Stand 14. Oktober 2010) in der Region Krasnodar.

## Geografie
Tuapse befindet sich am Schwarzen Meer, ca. 100 km südwestlich der Regionshauptstadt Krasnodar. Die Lage an den westlichen Ausläufern des Kaukasus sorgt für ein für russische Verhältnisse sehr mildes Klima.

## Geschichte
Tuapse wurde 1838 rund um eine Festung gegründet und ist heute eine bedeutende Erdöl-Hafenstadt und Endpunkt einer Pipeline. Bis 1875 hieß die Siedlung Weljaminowskoje (Вельяминовское) und 1875–1897 Weljaminowski Possad (Вельяминовский посад). Der heutige Name ist tscherkessischer Herkunft und bedeutet Zwei Flüsse in Anlehnung an die zwei größeren, im Stadtgebiet ins Schwarze Meer mündende Flüsse (heutige Namen Tuapse und Pauk). 1916 erhielt Tuapse die Stadtrechte.
Im Zweiten Weltkrieg wurde Tuapse erheblich zerstört. Doch schon 1943 wurde mit dem Wiederaufbau begonnen. Bereits gegen Ende des Jahres 1943 wurden 2840 m² neuer Wohnraum geschaffen, das Elektrowerk, die Brotfabrik, das Fleischkombinat, die früchteverarbeitende Fabrik und die Fischfabrik waren wieder intakt.
Im Jahr 1951 forderte der Flugunfall der Aeroflot bei Tuapse über dem Meer acht Todesopfer. 1959 wurde das bis heute bestehende Kino "Rossija" eröffnet.
1963 wurde das Hotel "Tuapse" erbaut. In dem Gebäudekomplex befanden sich 200 Gästezimmer.
Zum Jahr 1970 entstand in Tuapse eine Bier-, eine Wein- und eine Schuhfabrik. Der Hafen und die Promenade wurden vollständig rekonstruiert.
1976 wurde die Stadt von einer Delegation aus der französischen Stadt Agen besucht. Es wurde ein Vertrag über eine Städtepartnerschaft unterzeichnet.
Im Mai 1981 wurde die Stadt mit dem Orden des Vaterländischen Krieges II. Klasse ausgezeichnet. Im Mai 1985 folgte die Auszeichnung mit dem Orden des Vaterländischen Krieges I. Klasse.
1985 entstand ein Seemannskrankenhaus, welches seit 2008 Pirogow-Klinik heißt.
1995 trat Tuapse der Assoziation der Kleinstädte Russlands bei. 1996 verabschiedete die städtische Duma die Stadtsatzung.
2005 erhielt Tuapse sein heutiges Wappen.
Am 5. Mai 2008 erhielt die Stadt vom Präsidenten der Russischen Föderation den Ehrentitel „Stadt des militärischen Ruhms“.
Am ersten Sonntag im Juli wird der Tag der Stadt gefeiert.

## Politik

### Regionalwahlen
Für die Russischen Regionalwahlen vom 14. Oktober 2012 wurde folgendes Abstimmungsergebnis veröffentlicht:
- 55,02 % Einiges Russland
- 9,61 % Gerechtes Russland
- 9,5 % Kommunistische Partei der Russischen Föderation
- 6,52 % Liberal-Demokratische Partei Russlands
- 4,9 % Kommunisten Russlands im Krasnodarer Gebiet
- 3,79 % Jabloko

### Präsidentschaftswahlen
Das von der Zentralen Wahlkommission der Russischen Föderation veröffentlichte Resultat der russischen Präsidentschaftswahlen vom 4. März 2012 hat in Tuapse folgendes Aussehen:
- 54,53 % Wladimir Putin
- 20,93 % Gennadi Sjuganow
- 10,68 % Michail Prochorow
- 7,58 % Wladimir Schirinowski
- 4,57 % Sergei Mironow

Die Wahlbeteiligung lag bei 59,5 %.

## Wirtschaft
Die Stadt ist ein bedeutendes Tourismuszentrum.
Zu den wichtigsten Industriezweigen in Tuapse gehören die Mineralölverarbeitung und der Schiffbau. In den 1920er-Jahren wurde hierher eine Pipeline von Grosny und Maikop errichtet, entworfen von Wladimir Schuchow. Seit 1929 gibt es eine Raffinerie, die heute zu Rosneft gehört. 

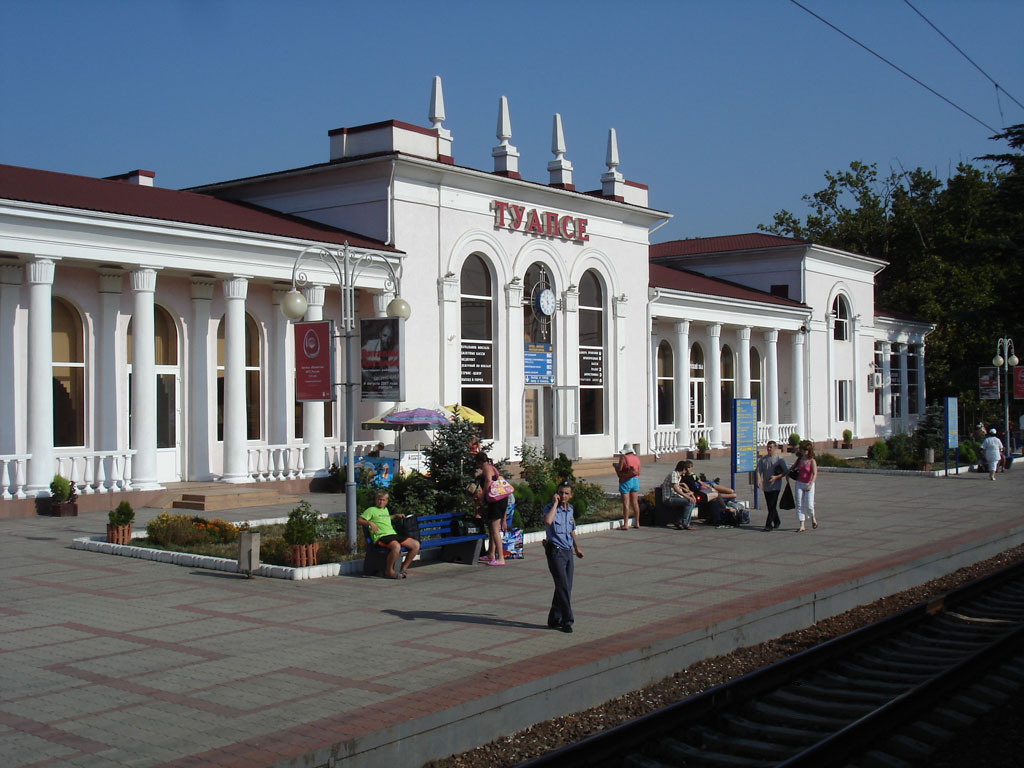
Bahnhof Tuapse
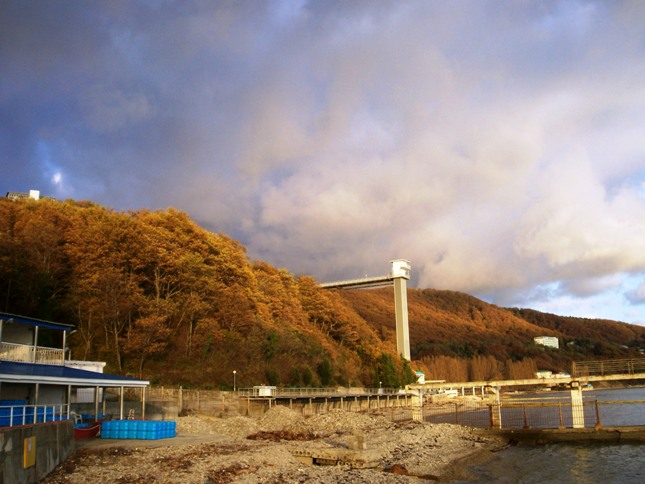
Ufer des Schwarzen Meeres bei Tuapse
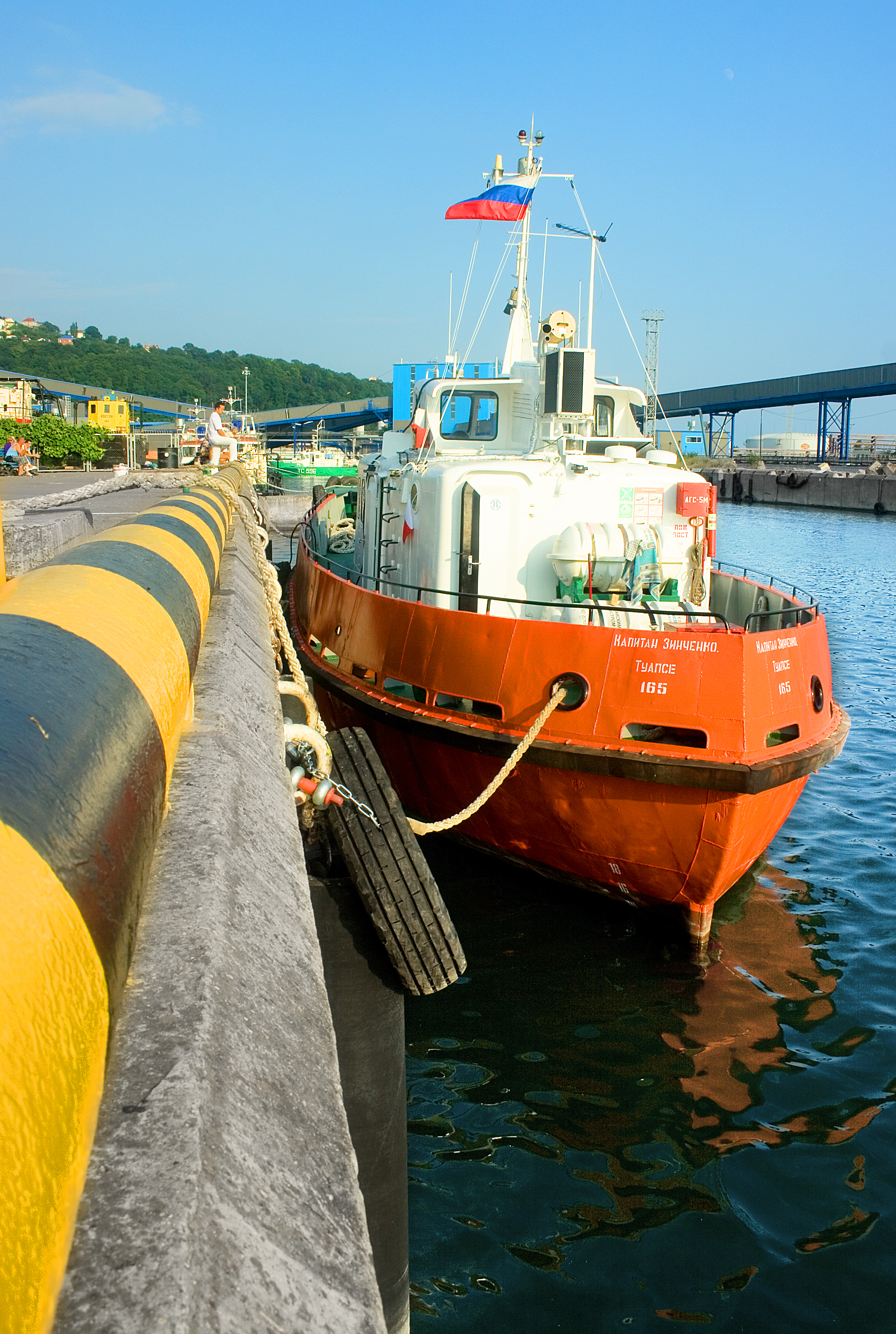
Der Hafen von Tuapse

### Bevölkerungsentwicklung
| Jahr | Einwohner |
| ---- | --------- |
| 1897 | 1.392     |
| 1926 | 12.000    |
| 1939 | 29.795    |
| 1959 | 36.650    |
| 1970 | 51.385    |
| 1979 | 59.843    |
| 1989 | 63.081    |
| 2002 | 64.238    |
| 2010 | 63.292    |

Anmerkung: Volkszählungsdaten (1926 gerundet)

## Kultur und Sehenswürdigkeiten

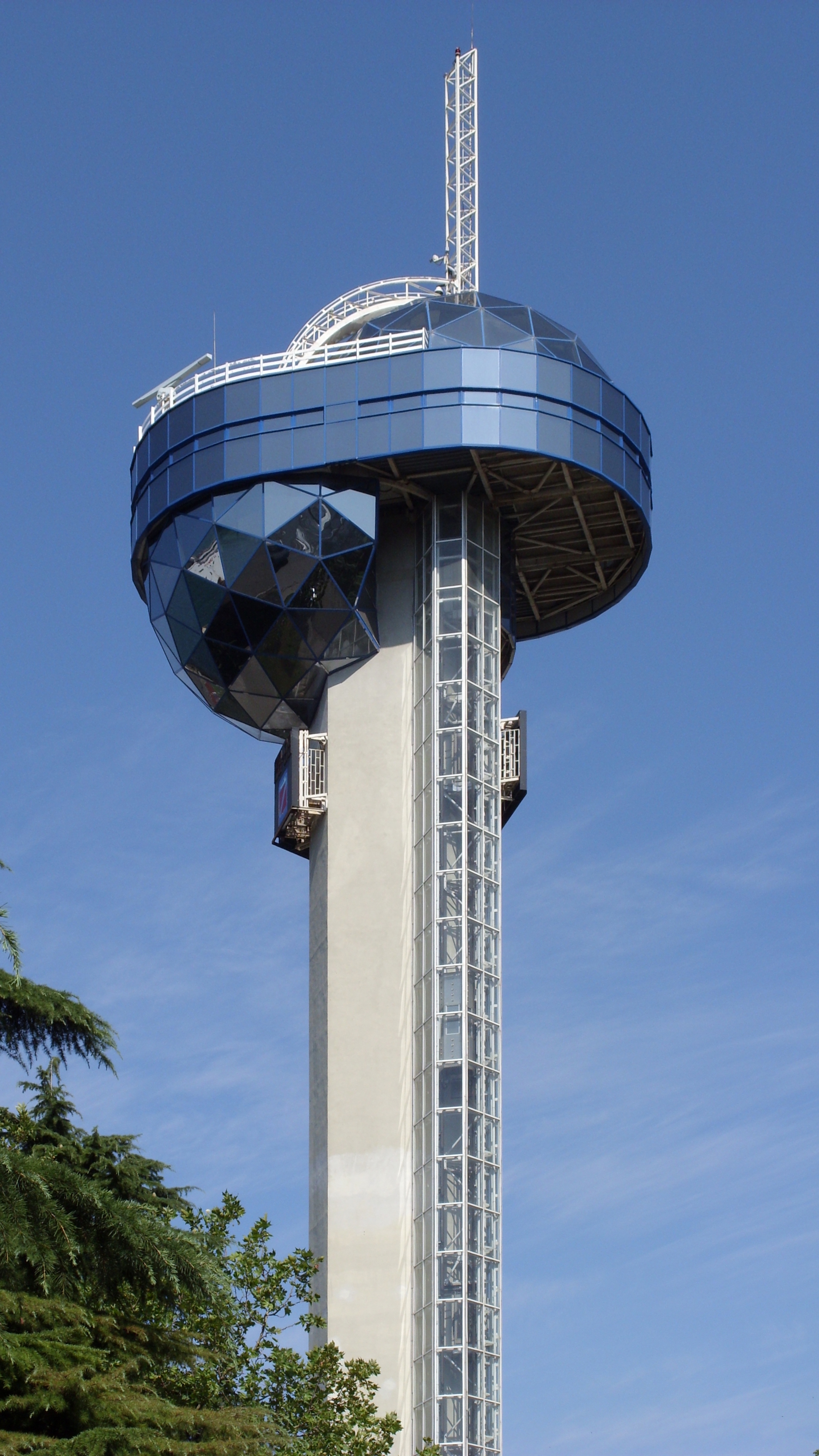
Kontrollturm des Seehafens

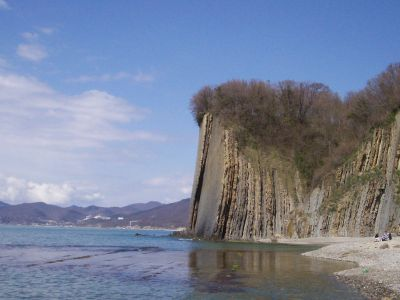
Der Kisseljow-Felsen

Panorama des zentralen Platzes von Tuapse (Aufnahmedatum: 24. Juni 2007).
Der zentrale Platz wurde im Jahr 2012 einer gründlichen Neugestaltung unterzogen. So gibt es eine neue Fontäne, ein Denkmal des kriegerischen Ruhms, eine Sonnenuhr und ein Schachfeld.
Eine weitere Sehenswürdigkeit ist die Tuapser Meerespromenade. Von ihr sieht man den Kontrollturm des Seehafens, welcher von den Einheimischen scherzhaft Chupa Chups genannt wird, weil sein Aussehen an einen Lutscher erinnert.
Auch die Karl-Marx-Straße ist ein touristisch bedeutender Ort. Hier gibt es eine berühmte Platanenallee, mehrere Springbrunnen, das Kino "Rossija", das Hauptpostamt und die größte Buchhandlung der Stadt. Von der Karl-Marx-Straße zweigt die Galina-Petrowa-Straße ab, auf welcher sich zahlreiche Läden und Shoppingmöglichkeiten befinden. Am Ende der Straße steht der Wochenmarkt.
Das Nachtleben findet in Tuapse meistens im Unterhaltungszentrum "Showtime" statt, welches sich auf dem Lenin-Platz befindet. Dort gibt es ein Kino mit zwei Sälen, ein Café, ein Restaurant und eine Sushi-Bar.
Eine ebenfalls berühmte Sehenswürdigkeit ist der Kisseljow-Felsen.

## Söhne und Töchter der Stadt
- Grigori Schtschedrin (1912–1995), Vizeadmiral
- Wladimir Dratschko (* 1970), Judoka
- Alexander Jeryschow (* 1973), Wasserballspieler[4]
- Dmitri Morosow (* 1974), Judoka[5]
- Wladimir Kramnik (* 1975), Schachspieler (Weltmeister von 2000 bis 2007); wurde in Tuapse geboren und verbrachte hier seine Jugend
- Aljona Polunina (* 1975), Filmregisseurin
- Natalie Glebova (* 1981), russisch-kanadische Schönheitskönigin und 2005 Gewinnerin der Miss Kanada und Miss Universe
- Michail Igolnikow (* 1996), Judoka